# كرسي الاعتراف (فلم)
كرسي الاعتراف هو فيلم مصري تم إنتاجه في سنة 1949.

## القصة
يقع الكاردينال جيوفاني (يوسف وهبي) في موقف أخلاقي صعب ، وذلك حين يعترف له (استزونزي) بأنه قد قام بارتكاب جريمة قتل ، وبعد اختفاء (استزونزي) تُلْقَى التهمة على عاتق (جوليانو) شقيق المتهم الحقيقي ، ويقع الكاردينال في حيرة كبرى بين واجبه الديني الذي يحتم عليه عدم الإفشاء بما اعترف به (استزونزي)، وبين ضميره الإنساني الذي يملي عليه أن يشهد من أجل تبرئة ساحة شقيقه المتهم ظلمًا

## طاقم العمل
- يوسف وهبي
- فاتن حمامة
- فاخر فاخر
- نجمة إبراهيم
- سراج منير

## وصلات خارجية
- مقالات تستعمل روابط فنية بلا صلة مع ويكي بيانات